# Groupe de NGC 1086
Le groupe de NGC 1086 comprend au moins quatre galaxies situées dans la constellation de Persée. La distance moyenne entre ce groupe et la Voie lactée est d'environ 59,2 Mpc (∼193 millions d'al). 

## Membres
Le tableau ci-dessous liste les quatre galaxies du groupe indiquées dans l'article de A.M. Garcia paru en 1993. 
| Nom      | Class. | Type         | α (J2000.0)   | δ (J2000.0) | Vitesse radiale (km/s) | m       | Distance (Mpc) | Diamètre (kal) |
| -------- | ------ | ------------ | ------------- | ----------- | ---------------------- | ------- | -------------- | -------------- |
| NGC 1086 | Scd?   | Spirale      | 02h 47m 56.4s | 41° 14′ 47″ | 4041 ± 5               | 12,8    | 56,8 ± 4,0     | 104            |
| NGC 1106 | SA0+   | Lenticulaire | 02h 50m 40.5s | 41° 40′ 17″ | 4337 ± 19              | 12,3    | 61,2 ± 4,3     | 114            |
| UGC 2349 | S0     | Lenticulaire | 02h 52m 42.4s | 41° 19′ 33″ | 4472 ± 54              | 10,981a | 63,2 ± 4,5     | 80             |
| UGC 2350 | Sb     | Spirale      | 02h 52m 40.5s | 41° 23′ 47″ | 3964 ± 16              | 13,97   | 55,7 ± 3,9     | 66             |

- aDans le proche infrarouge.

Le site DeepskyLog permet de trouver aisément les constellations des galaxies mentionnées dans ce tableau ou si elles ne s'y trouvent pas, l'outil du site constellation permet de le faire à l'aide des coordonnées de la galaxie. Sauf indication contraire, les données proviennent du site NASA/IPAC.